# 北海道道875号多度志一已线
北海道道875号多度志一已线（日语：北海道道875号多度志一已線）是一条位于北海道深川市内的普通道级道路（北海道道）。

## 道路概况
- 起点：北海道深川市多度志（＝北海道道98号旭川多度志线交点）
- 終点：北海道深川市4条26番（＝北海道道57号旭川深川线交点）
- 总長：9.5千米

## 经过的自治体
- 空知综合振兴局
  - 深川市

## 主要连接道路
- 深川市
  - 北海道道98号旭川多度志线
  - 北海道道57号旭川深川线

## 历史
- 1976年3月31日 路線勘定。

## 其他
过去，该线路曾有部分路段冬季禁止通行。这一点随着对被撤销的JR深名線隧道旁边开凿的多度志隧道（延長273米）的开通而取消。取代深名线的JR北海道巴士深名线也路经该路段。